# Asychis capensis
Asychis capensis är en ringmaskart som beskrevs av Francis Day 1961. Asychis capensis ingår i släktet Asychis och familjen Maldanidae. Inga underarter finns listade i Catalogue of Life.